# Volkan Oezdemir
Volkan Özdemir (Friburgo, 19 de setembro de 1989) é um lutador de MMA. Atualmente luta pelo Ultimate Fighting Championship, onde é o atual #2 no Ranking Peso-Meio-Pesado do UFC.

## Carreira no MMA

### Ultimate Fighting Championship
Oezdemir fez sua estreia no UFC contra o veterano Ovince St. Preux, no UFC Fight Night: Bermudez vs. Korean Zombie. Volkan Oezdemir venceu Ovince St. Preux por decisão dividida (29-28, 28-29, 29-28) na terceira luta do card principal. Em duelo que terminou sob vaias do público, o suíço debutou na organização superando nos pontos o, até então, sexto colocado do ranking do peso-meio-pesado.

## Cartel no MMA
| Cartel no MMA   |             |            |
| 24 lutas        | 18 vitórias | 6 derrotas |
| Por nocaute     | 12          | 2          |
| Por finalização | 1           | 2          |
| Por decisão     | 5           | 2          |

| Res.    | Cartel | Oponente               | Método                                | Evento                                       | Data       | Round | Tempo | Local                   | Notas                                      |
| ------- | ------ | ---------------------- | ------------------------------------- | -------------------------------------------- | ---------- | ----- | ----- | ----------------------- | ------------------------------------------ |
| Derrota | 18-7   | Nikita Krylov          | Decisão (unânime)                     | UFC 280: Oliveira vs. Makhachev              | 22/10/2022 | 3     | 5:00  | Abu Dhabi               |                                            |
| Vitória | 18-6   | Paul Craig             | Decisão (unânime)                     | UFC Fight Night: Blaydes vs. Aspinall        | 23/07/2022 | 1     | 3:57  | Londres                 | Performance da Noite.                      |
| Derrota | 17-6   | Magomed Ankalaev       | Decisão (unânime)                     | UFC 267: Blachowicz vs. Teixeira             | 30/10/2021 | 3     | 5:00  | Abu Dhabi               |                                            |
| Derrota | 17-5   | Jiří Procházka         | Nocaute (soco)                        | UFC 251: Usman vs. Masvidal                  | 11/07/2020 | 2     | 0:39  | Abu Dhabi               |                                            |
| Vitória | 17-4   | Aleksandar Rakić       | Decisão (dividida)                    | UFC Fight Night: Edgar vs. The Korean Zombie | 21/12/2019 | 3     | 5:00  | Busan                   |                                            |
| Vitória | 16-4   | Ilir Latifi            | Nocaute (socos)                       | UFC Fight Night: Shevchenko vs. Carmouche 2  | 10/08/2019 | 2     | 4:31  | Montevidéu              | Performance da Noite.                      |
| Derrota | 15-4   | Dominick Reyes         | Decisão (dividida)                    | UFC Fight Night: Till vs. Masvidal           | 16/03/2019 | 3     | 5:00  | Londres                 |                                            |
| Derrota | 15-3   | Anthony Smith          | Finalização (mata leão)               | UFC Fight Night: Volkan vs. Smith            | 27/10/2018 | 3     | 4:26  | Moncton, New Brunswick  |                                            |
| Derrota | 15-2   | Daniel Cormier         | Nocaute Técnico (socos)               | UFC 220: Miocic vs. Ngannou                  | 20/01/2018 | 2     | 2:00  | Boston, Massachusetts   | Pelo Cinturão Meio Pesado do UFC.          |
| Vitória | 15-1   | Jimi Manuwa            | Nocaute (socos)                       | UFC 214: Cormier vs. Jones II                | 29/07/2017 | 1     | 0:42  | Anaheim, California     |                                            |
| Vitória | 14-1   | Misha Cirkunov         | Nocaute (soco)                        | UFC Fight Night: Gustafsson vs. Teixeira     | 28/05/2017 | 1     | 0:28  | Estocolmo               |                                            |
| Vitória | 13-1   | Ovince St. Preux       | Decisão (dividida)                    | UFC Fight Night: Bermudez vs. Korean Zombie  | 04/02/2017 | 3     | 5:00  | Houston, Texas          | Estreia no UFC; Retornou Meios Pesados.    |
| Vitória | 12-1   | Alihan Vahaev          | Decisão (unânime)                     | WFCA 17 - Grand Prix Akhmat                  | 09/04/2016 | 3     | 5:00  | Grózni                  | Quartas de final do GP de Pesados do WFCA. |
| Vitória | 11-1   | Paco Estevez           | Nocaute Técnico (socos)               | SHC 10 - Carvalho vs. Belo                   | 20/09/2014 | 1     | 0:51  | Genebra                 | Voltou aos Pesados.                        |
| Derrota | 10-1   | Kelly Anundson         | Finalização (pressão no pescoço)      | Bellator 115                                 | 04/04/2014 | 2     | 3:19  | Reno, Nevada            |                                            |
| Vitória | 10-0   | Josh Lanier            | Nocaute Técnico (socos e cotoveladas) | Bellator 105                                 | 25/10/2013 | 1     | 3:13  | Rio Rancho, Novo México | Estreia nos Meios Pesados.                 |
| Vitória | 9-0    | David Round            | Nocaute Técnico (socos)               | WKN - Valhalla: Battle of the Vikings        | 09/03/2013 | 1     | 0:00  | Aarhus                  |                                            |
| Vitória | 8-0    | Angelier Benjamin      | Nocaute (socos)                       | WKN - Valhalla: Battle of the Vikings        | 09/03/2013 | 1     | 0:45  | Aarhus                  |                                            |
| Vitória | 7-0    | Benyaich Mohamed       | Nocaute Técnico (socos)               | WKN - Valhalla: Battle of the Vikings        | 09/03/2013 | 1     | 0:15  | Aarhus                  |                                            |
| Vitória | 6-0    | Mohamed Amidi          | Nocaute Técnico (socos)               | SHC 6 - Belo vs. Rodriguez                   | 06/10/2012 | 1     | 1:59  | Genebra                 |                                            |
| Vitória | 5-0    | Bruno Farias Grancheux | Nocaute Técnico (socos)               | Lions FC 4 - Lions Fighting Championship 4   | 15/09/2012 | 1     | 1:54  | Itabuna                 |                                            |
| Vitória | 4-0    | Ronilson Santos        | Nocaute Técnico (desistência)         | Lions FC 3 - Lions Fighting Championship 3   | 12/05/2012 | 1     | 2:12  | Itabuna                 |                                            |
| Vitória | 3-0    | Mamadou Cisse          | Finalização (kimura)                  | 100% Fight 10 - Supreme League Block C       | 07/04/2012 | 1     | 3:43  | Paris                   |                                            |
| Vitória | 2-0    | Boubacar Balde         | Decisão (unânime)                     | Lions FC - Lions Fighting Championship       | 15/10/2011 | 3     | 5:00  | Neuchâtel               |                                            |
| Vitória | 1-0    | Martin Vath            | Nocaute Técnico (socos)               | Shooto - Switzerland 7                       | 04/09/2010 | 1     | 0:56  | Zurique                 | Estreia no MMA.                            |